# St. Joseph County (Indiana)
St. Joseph County is een county in de Amerikaanse staat Indiana.
De county heeft een landoppervlakte van 1.185 km² en telt 265.559 inwoners (volkstelling 2000). De hoofdplaats is South Bend.

## Bevolkingsontwikkeling

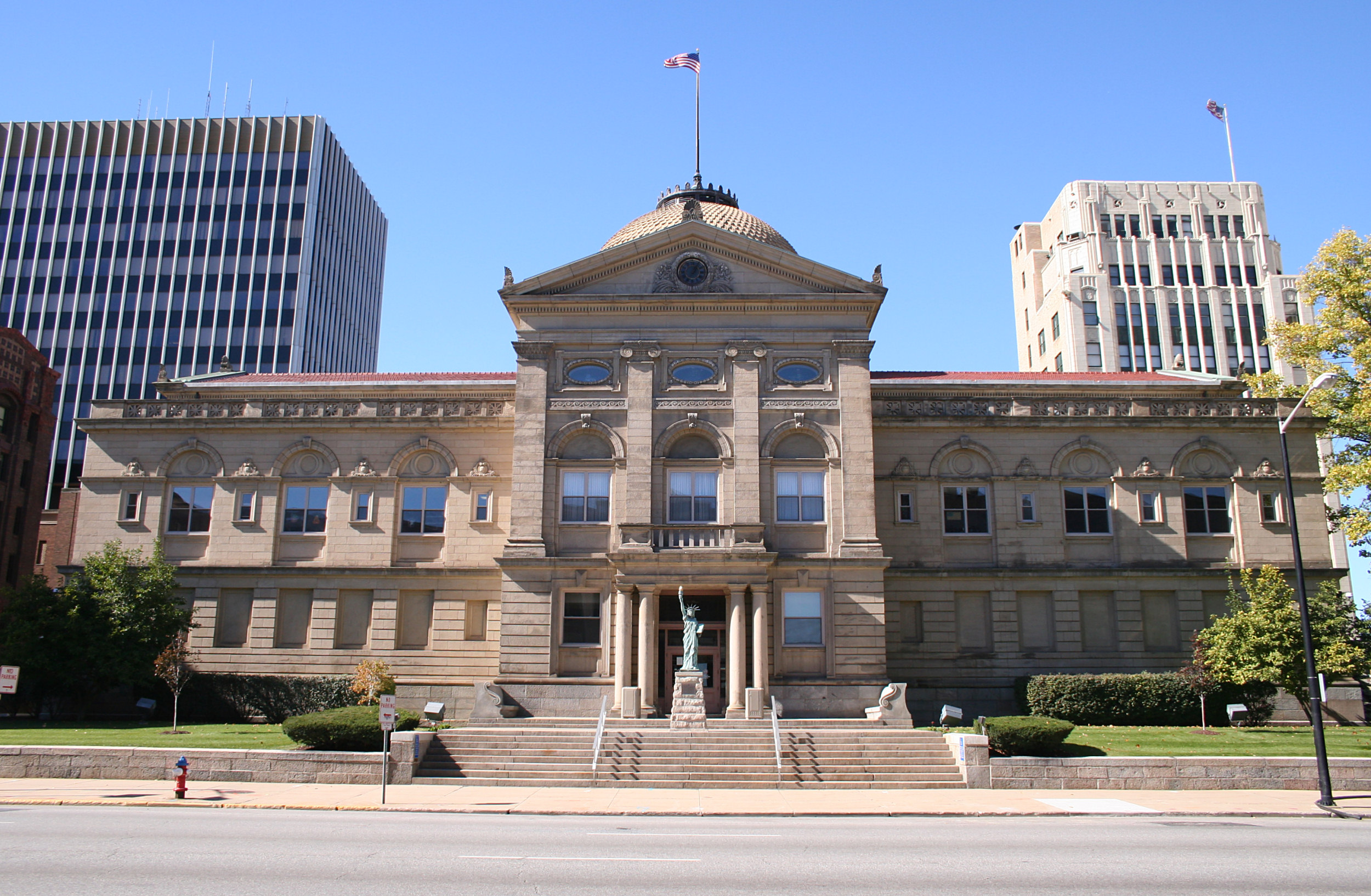
St. Joseph County Courthouse